# Balance (film)
Pour les articles homonymes, voir Balance.
Pour plus de détails, voir Fiche technique et Distribution.
Balance est un court métrage d'animation en volume dramatique allemand réalisé par Wolfgang et Christoph Lauenstein et sorti en 1989.
Le film a remporté l'Oscar du meilleur court métrage d'animation à la 61e cérémonie des Oscars en 1989.

## Synopsis
Plusieurs hommes occupent une plateforme en équilibre instable, qui flotte au-dessus du vide. Dès que l'un d'eux se déplace, les autres doivent compenser le mouvement pour que la plateforme reste horizontale et que personne ne tombe.

## Fiche technique
- Réalisation : Wolfgang et Christoph Lauenstein